# Río Ternero
El río Ternero es un curso natural de agua que nace el portezuelo Homónimo en la cordillera de los Andes en la Región de Coquimbo, fluye en dirección general oeste hasta desembocar en el río Hurtado.

## Trayecto
El río Ternero nace en la frontera internacional de la Región de Coquimbo y fluye hacia el oeste y desemboca en el río hurtado.

## Historia
Luis Risopatrón lo describe en su Diccionario Jeográfico de Chile de 1924 Sobre el río:
Ternero (Rio del). Nace en el portezuelo del mismo nombre, corre al SW i se vácia en la parte superior del rio Hurtado. 134; i 156; i quebrada en 118, p. 24 i 139.